# Physica Scripta
Physica Scripta is een Zweeds, aan collegiale toetsing onderworpen wetenschappelijk tijdschrift op het gebied van de natuurkunde. De naam wordt in literatuurverwijzingen meestal afgekort tot Phys. Scripta. Het is opgericht in 1970 als opvolger van Arkiv för Fysik en wordt uitgegeven door IOP Publishing namens de Kungliga Vetenskapsakademien, de Zweeds academie van wetenschappen. Het publiceert voornamelijk bijdragen van Scandinavische en Finse auteurs.